# Guy Coustard de Saint-Lo
 (octobre 2019).
Si vous disposez d'ouvrages ou d'articles de référence ou si vous connaissez des sites web de qualité traitant du thème abordé ici, merci de compléter l'article en donnant les références utiles à sa vérifiabilité et en les liant à la section « Notes et références ».
Guy Coustard de Saint-Lo, né le 12 août 1752 à La Croix-des-Bouquets (Colonie française de Saint-Domingue), mort le 19 novembre 1825 à Paris, est un général français de la révolution et de l’Empire.

## Biographie
Volontaire dans Choiseul-Dragons pendant la campagne de 1762 en Allemagne, il entre le 28 mars 1763 dans la 2e compagnie de mousquetaires, où il prend rang de capitaine de cavalerie le 17 janvier 1773. Il est admis en cette qualité le 6 février 1774, dans Custine-Dragons (Lescure-Dragons en 1780), il est fait capitaine de remplacement au corps, alors Montmorency-Dragons le 30 août 1784, et y il devient capitaine en second le 19 mai 1786. Il est pourvu d'une compagnie le 12 mai 1788, à la réorganisation du corps, sous le titre de chasseurs des Évêchés, il est, à cause de son esprit philosophe et frondeur, enfermé au château de Ham en vertu d'une lettre de cachet du 19 octobre 1788, et il recouvre sa liberté le 10 mai 1789 en obtenant un brevet de chef d'escadron.
Chevalier de Saint-Louis le 25 mai 1791, et lieutenant-colonel du 2e régiment de chasseurs le 6 novembre 1791, il en devient colonel au commencement de 1792, et il commande par intérim à Strasbourg, à la suite de la suspension du maire Dietrich. Maréchal de camp le 15 septembre 1792, et général de division le 15 mai 1793, il sert à cette époque à l'armée des côtes de La Rochelle, d'où le Comité de salut public le rappelle à la suite de sa vaine tentative pour reprendre Saumur aux Vendéens. Envoyé à l'armée des Alpes, il commande en chef par intérim au siège de Lyon, et il est suspendu comme noble le 7 octobre 1793.
Réintégré dans son grade sans être employé, il se retire dans sa propriété de Gennevilliers, près de Paris. En l'an VII, il est nommé à l'inspection générale provisoire des troupes à cheval de l'armée d'Angleterre, il entre en l'an VIII, au Directoire central des hôpitaux, et il obtient le traitement de réforme le 7 floréal an IX, en conservant ses fonctions administratives. Au mois de pluviôse an XII, il sollicite l'honneur de faire partie, comme simple grenadier, de l'expédition dirigée contre l'Angleterre. Napoléon Bonaparte, tout en n'acceptant pas ses services, le nomme membre de la Légion d'honneur à la promotion du 25 prairial.
Le général Coustard obtient la solde de retraite le 7 juillet 1811, mais il continue d'exercer jusqu'au 21 mars 1821, les fonctions de membre du directoire des hôpitaux. 
Il meurt à Paris le 19 novembre 1825.